# جوزف او. شلبی
جوزف او. شلبی (انگلیسی: Joseph O. Shelby؛ ۱۲ دسامبر ۱۸۳۰ – ۱۳ فوریه ۱۸۹۷ (aged 66)) فرد نظامی اهل ایالات متحده آمریکا بود.